# 毛玉日和
『毛玉日和』（けだまびより）は、櫻太助による日本の4コマ漫画作品。『まんがぱれっと』（一迅社）2008年10月号から2011年3月号まで連載、単行本全2巻

## 概要
飼い主とペットの触れ合いを描いた作品ではあるが、そのペットが人のような姿「人型」をしている事が特徴の作品。
主に猫・犬・リスとその飼い主の3つの家庭の日常を描いており、動物ならではのネタを扱った話が多い。

## 世界観
基本的には実際の世界に近いが、一部の動物が人間に近い姿をしている世界を舞台としている。
本来の姿をしたものがほとんどだが、「人間が好き」という想いが強い場合に、まず言葉を喋り始め、ある日突然人型になる。
人間達に動物が人型になる原因が「人間が好き」であるが「その理由は一生に一人にしか言えない」と決められており、自身が他の人に言っても、それを教えられた人間が言ってもそれを破ると本来の姿に戻ってしまうため知られていない。
姿は人間に近いものの、食べ物は動物のものであり、トリミングを行うなど、姿と人語を話すこと以外は動物のそれと変わらないが、空調のスイッチを入れる等の人間のような行動も取る。

## 登場人物

### 人間
小笹井もなか
14歳の中学生でやや天然な女の子。
小豆を溺愛しており、いつも彼女の気を惹こうとしている。
暇あれば小豆に構っており、当の小豆からは邪険にされることも多い。
天然エピソードが豊富であり、頻繁に猫用と間違えてドッグフードを買ってしまう。
同じく人型のペットがいるということで、雪と仲がよく、校内で一緒にいたりメールを頻繁にやり取りしている。
意外とゲテモノは平気で、虫やトカゲも触ることが出来る。
斉藤雪
もなかのクラスメイトの男の子。
やや怒りっぽいところはあるものの、面倒見がいい。そのためもなかの事を心配したりサポートを役に回ることも多い。
愛犬のコロンの自由奔放な行動に振り回されることが多いものの、自分に一番懐いてくれていることを嬉しく感じているちょっとツンデレ。
本人に自覚は無いが、もなかの事をやや意識しているような描写がある。
堤啓之丞
26歳でもなかと雪通う学校の教師。
戸籍上は独身ではあるが、リス子に押しかけ女房をされ「妻帯者」を名乗っている。
細かいことに拘らないタイプで、言葉の肝心な部分を省くことがあるため誤解を招くこともある。
登山が趣味であり、登山中に道に迷いリス子と出会った。

### 動物
小豆
もなかの家の前で倒れていたところを保護され、そのまま飼われることになった猫。
2巻P34時点で約1歳。
もなかと出会った時点で既に人型だった。
元々は野良であり、野良としてのプライドが高くツンデレ。
リボンを付けているが、それはもなかの家の子になった証であるため大切にしている。
コロン
雪の家で飼われている人型の犬。
小さくて元気の塊で自由奔放。
雪の事が大好きで、いつも遊んでもらいたがっているものの、家の中の順位は「ぱぱままコロゆき」と雪の事は下と認識している。
室内犬であり、散歩以外では外に出ないため小豆やリス子と出会うことが無かった。
誕生日が雪と同じ。
リス子
啓之丞に一目惚れをし、彼を追って山を下りて押しかけ女房をしている人型のリス。
啓之丞の妻を自称し、甲斐甲斐しく彼の世話をするも、やる事はやはりリス。
啓之丞と出会った時点で既に人型だった。
リスながら買い物にも出かけ、近所の評判は上々。スーパーではアイドルとして扱われている。
啓之丞の母に気に入られており、くるみや洋服などを頻繁に送ってもらうなど溺愛されている。
小豆とは家の外で出会うことが多く、情報交換をしている模様。
小豆やコロンはお風呂が嫌いだが、リス子は自分からお風呂に入る。

## 単行本
一迅社より「4コマKINGSぱれっとコミックス」として刊行。
1. 2009年12月5日発行 ISBN 978-4-7580-8064-4
2. 2011年4月5日発行 ISBN 978-4-7580-8112-2